# 461個の弁当は、親父と息子の男の約束。
『461個の弁当は、親父と息子の男の約束。』（よんひゃくろくじゅういっこのべんとうは おやじとむすこのおとこのやくそく）は、TOKYO No.1 SOUL SETのメンバーであるミュージシャン・渡辺俊美によるエッセイ。2014年4月30日にマガジンハウスから刊行された。2020年5月には文庫版（マガジンハウス文庫）も刊行された。
2015年に漫画化、およびテレビドラマ化された。
2020年に井ノ原快彦主演による映画版が公開された。

## 内容
渡辺が2番目の妻と離婚後、一人息子の3年間の高校生活にあたって、毎日手作りの弁当を作り続けたエピソードを、写真やレシピとともに合計461食にわたって記録したものである。渡辺が作る毎日の弁当は彼のTwitter上で画像とともにツイートされており、その当時からクオリティの高さが話題となっていた。

## 漫画
荒井ママレにより漫画化され、小学館の青年漫画雑誌『ヒバナ』で2015年4月号（創刊号、3月発売）から2016年2月号（1月発売）まで連載され、また2016年3月号（2月発売）に特別編（単行本PR漫画）が掲載された。単行本が全1巻で小学館（ビッグコミックス）から2016年2月に刊行されている。

## テレビドラマ
『461個のありがとう。 〜愛情弁当が育んだ父と子の絆〜』（よんひゃくろくじゅういっこのありがとう あいじょうべんとうがはぐくんだちちとこのきずな）のタイトルで、2015年3月15日、NHK BSプレミアム「プレミアムドラマ」枠にて22:00 - 22:59に放送された。

### キャスト（テレビドラマ）
渡辺俊美
演 - 別所哲也
渡辺登生
演 - 望月歩
女将
演 - 加藤紀子
大将
演 - 渋川清彦
助川
演 - 松井周
佐土原
演 - なすび
川辺ヒロシ
演 - 山内圭哉
BIKKE
演 - 平原テツ

### スタッフ（テレビドラマ）
- 作 - 渡辺俊美『461個の弁当は､親父と息子の男の約束』
- 脚本・演出 - 山田あかね
- 音楽 - TOKYO No.1 SOUL SET
- 制作統括 - 篠原圭、堀内史子（テレコムスタッフ）

## 映画
『461個のおべんとう』（よんひゃくろくじゅういっこのおべんとう）のタイトルで、2020年11月6日に公開。監督は兼重淳、主演は井ノ原快彦。

### キャスト（映画）
- 鈴本一樹：井ノ原快彦
- 鈴本虹輝：道枝駿佑（なにわ男子）
- 仁科ヒロミ：森七菜[9]
- 田辺章雄：若林時英[9]
- 柏木礼奈：工藤遥[10]
- 矢島真香：阿部純子[9]
- 徳永保：野間口徹[9]
- 浅井周子：映美くらら[9]
- 古市栄太：KREVA[9]
- 河上利也：やついいちろう[9]
- 遠藤咲江：坂井真紀[9]
- 鈴本奈津子：倍賞千恵子[9]

### スタッフ（映画）
- 原作：渡辺俊美 (TOKYO No.1 SOUL SET)『461個の弁当は、親父と息子の男の約束。』（マガジンハウス刊）
- 監督：兼重淳
- 脚本：清水匡[11]、兼重淳
- 音楽：渡辺俊美[8]
- 主題歌：井ノ原快彦、道枝駿佑（なにわ男子 / 関西ジャニーズJr.）「Lookin'4」[12]
- 製作：松井智、村松秀信、山元一朗、藤島ジュリーK.、小池賢太郎、東口幸司、村田嘉邦、吉川英作、鉄尾周一
- プロデューサー：平石明弘、丸山文成
- 共同プロデューサー：橋本恵一
- キャスティングプロデューサー：福岡康裕
- 音楽プロデューサー：津島玄一、本谷侑紀
- 撮影：向後光徳（J.S.C.）
- 照明：斉藤徹
- 録音：大竹修二（J.S.A.）
- 美術：福澤勝広（A.P.D.J.）
- 装飾：山田好男
- 編集：川瀬功（J.S.E.）
- 音響効果：岡瀬晶彦（J.S.A.）
- 劇伴：北里玲二
- 助監督：是安祐
- スクリプター：増子さおり
- 衣装：加藤哲也
- ヘアメイク：知野香那子
- 俳優担当：林まゆみ
- 制作担当：角田隆、吉田信一郎
- ラインプロデューサー：中円尾直子
- 宣伝プロデューサー：谷口毅志
- 企画協力：マガジンハウス
- 配給：東映
- 企画・製作プロダクション：ジョーカーフィルムズ
- 製作幹事：ハピネット
- 製作：「461個のおべんとう」製作委員会（ハピネット、東映、テレビ東京、ジェイ・ストーム、ジョーカーフィルムズ、テレビ大阪、博報堂DYミュージック&ピクチャーズ、日本出版販売、マガジンハウス）

### 受賞（映画）
- 第42回ヨコハマ映画祭 最優秀新人賞（森七菜、『ラストレター』『青くて痛くて脆い』とあわせて）[13]

## 朗読劇
2024年3月9日から3月17日まで博品館劇場で上演され、2025年5月13日から5月18日までよみうり大手町ホールで、5月31日から6月1日までCOOL JAPAN PARK OSAKA TTホールで上演予定。